# Home Room
Home Room is een film uit 2002 onder regie van Paul F. Ryan.

## Verhaal
Deanna was altijd een hardwerkend meisje dat braaf naar haar ouders luisterde en hoge cijfers haalde. Op een dag schiet een suïcidale klasgenoot haar en nog een paar leerlingen neer. Ze overleeft het bloedbad en ligt in het ziekenhuis.
Wanneer de rebelse Alicia door de directeur gedwongen is haar op te zoeken, is dit de eerste dag een grote ramp. Terwijl, zoals gewoonlijk, Deanna beleefd doet tegen Alicia, negeert Alicia haar. Nadat de dagen voorbij gaan creëren ze een opmerkelijke band en leert Alicia Deanna zichzelf te zijn. Ook komt Deanna achter een verschrikkelijk geheim van Alicia.

## Rolverdeling
| Acteur            | Personage                  |
| ----------------- | -------------------------- |
| Erika Christensen | Deanna Cartwright          |
| Busy Philipps     | Alicia Amanda Browning     |
| Victor Garber     | Detective Martin Van Zandt |
| Raphael Sbarge    | Detective Macready         |
| Holland Taylor    | Psycholoog Hollander       |
| Roxanne Hart      | Mevrouw Cartwright         |
| Richard Gilliland | Meneer Cartwright          |
| Arthur Taxier     | Meneer Browning            |
| Agnes Bruckner    | Cathy                      |